# Spilosoma hagetti
Spilosoma hagetti là một loài bướm đêm thuộc phân họ Arctiinae, họ Erebidae.